# 니카라과 요리

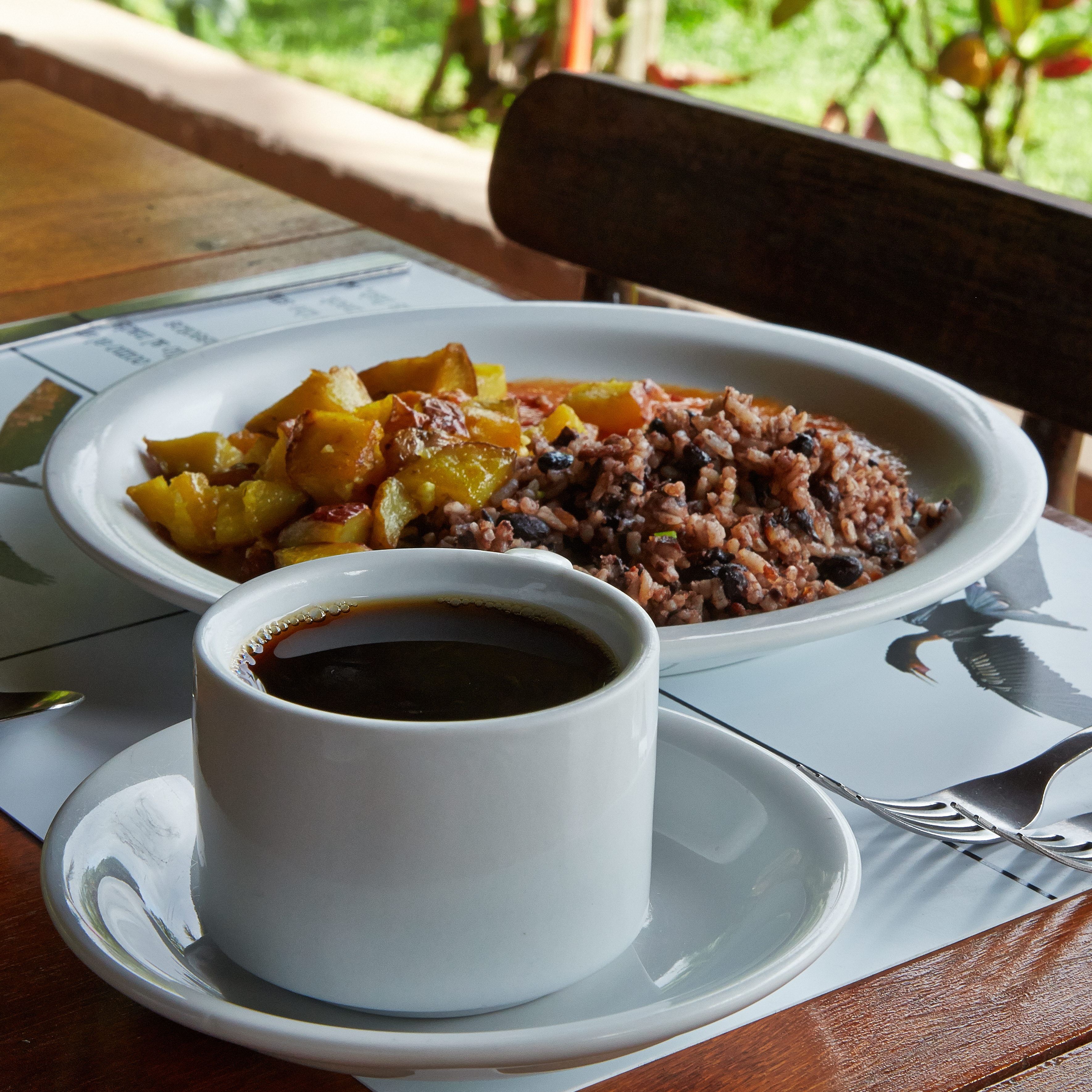
가요 핀토

니카라과 요리(Nicaragua 料理, 스페인어: cocina nicaragüense 코시나 니카라궨세[*])는 중앙아메리카에 있는 니카라과의 요리이다. 인종분포에 따라 많은 차이를 보인다. 대개 중남미 국가에서 스페인 요리의 영향을 칭할 때 쓰이는 크리오요 방식 외에 콜롬비아 요리의 영향도 많이 받았다.
스페인이 니카라과에 최초로 다다랐을 때 자국 요리와 함께 융화할 음식을 찾다가 현재 서인도제도의 스페인식 요리라고 할 수 있는 크리오요 요리의 시초를 찾게 된다. 다양한 국가의 요리가 혼재해있기는 하지만 자국의 색채를 찾을 수 있는 요리는 해안가에 분포하며 대개 카리브해의 전통적 요리 특색을 따른다. 지역 과일과 옥수수, 해산물, 코코넛을 많이 소비하는 요리이다.
다른 라틴아메리카 국가처럼 옥수수를 이용한 요리가 상당히 많아서 인디오 비에호, 나카타말 등의 요리가 있다. 대개 토산 채소, 과일인 호코테, 그로세야, 밈브로, 망고, 파파야, 타마린드, 피피안, 바나나, 아보카도, 유카나무 잎, 코리안더가 주재료로 등장한다. 이러한 재료는 스페인 사람들이 니카라과에 등장하기 전부터 쓰이던 오랜 식재료이다.

## 음료

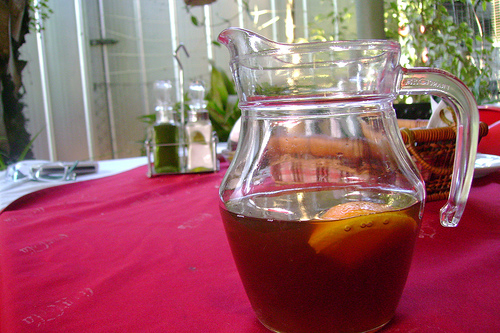
치차

니카라과의 기후적 특성상 일부 과일은 각 지역에만 나는 종도 있다. 과일을 많이 사용하는 요리 본연의 특성상 음료로도 많이 마시며 멜론, 파파야, 구아바, 코코넛 등을 음료로 많이 만들어 먹는다. 피놀리요 음료는 니카라과 사람들이 가장 좋아하는 음료로 실제로 국민들은 자신들을 피놀레로라고 칭한다. 그만큼 피놀리요를 좋아함을 가리킨다.
곡물이나 치아 음료도 많아서 대개 물과 설탕, 수수류의 곡물, 얼음을 한데 섞어 음료를 만들어 먹기도 한다.

## 같이 보기
- 라틴 아메리카 요리
- 중앙아메리카 요리